# Grimaldo (Cañaveral)
Grimaldo es una villa perteneciente al municipio de Cañaveral, provincia de Cáceres, Extremadura, España. Fue una pedanía de Holguera entre 1839 y 1929, y más tarde un municipio separado entre 1929 y 1968.
Se ubica unos 8 km al noreste de la capital municipal, sobre la carretera nacional N-630. En 2021, la entidad singular de población de Grimaldo tenía una población de 82 habitantes, de los cuales 54 vivían en la propia villa y 28 en sus alrededores.

## Historia
El territorio en el que se ubica Grimaldo era tras la Reconquista una frontera entre el reino de León y el reino de Castilla, deslindados por la Vía de la Plata. Mientras que las tierras de Arco y Cañaveral quedaban en la parte leonesa de la zona reconquistada, las tierras de Grimaldo pertenecían a la parte castellana, donde fueron adjudicadas en el siglo XIII a la sexmería del Campo Arañuelo de la comunidad de ciudad y tierra de Plasencia. Su ubicación, en la frontera y junto a una vía de comunicación estratégica, motivó en aquella época la construcción del castillo de Grimaldo. A finales del siglo XIII, Sancho IV de Castilla otorgó al noble placentino Pedro Sánchez de Trejo los señoríos de Grimaldo, Monfragüe y Corchuelas; estos dos últimos son actualmente despoblados pertenecientes al municipio de Torrejón el Rubio.
El señorío otorgado a los Trejo duró hasta el final del Antiguo Régimen, siendo heredado en los siglos XVII y XVIII por los condes de Oliva de Plasencia, que eran al mismo tiempo "señores de Grimaldo y las Corchuelas" y mantenían la titularidad feudal del castillo de Monfragüe. En el Censo de la Corona de Castilla de 1591, el señorío de "Grimaldo y las Corchuelas" tenía una población de 77 familias. Según el Catastro de Ensenada de 1753, el término municipal de la villa de Grimaldo, que comprendía las tierras del actual término de Cañaveral ubicados al este de la Vía de la Plata, limitaba al este con la villa de Mirabel, al sur con Casas de Millán (entonces lugar pedáneo de Plasencia), al oeste con Cañaveral (entonces lugar pedáneo de Garrovillas) y al norte con Holguera (entonces lugar pedáneo de Galisteo). Esta delimitación se mantuvo tras la caída del Antiguo Régimen: incluso cuando Grimaldo fue anexionado al municipio de Holguera, la Vía de la Plata deslindaba un término tradicional para la villa de Grimaldo, con una extensión de unos dieciocho kilómetros cuadrados.
En el mapa municipal de 1834, la villa de Grimaldo pasó a ser uno de los municipios del partido judicial de Coria. Sin embargo, debido al pequeño tamaño de la villa, en 1839 perdió su ayuntamiento y pasó a ser una pedanía del vecino municipio de Holguera. El diccionario de Madoz, de mediados del siglo XIX, menciona que tenía once casas habitables y 54 habitantes. Sin embargo, su población tuvo un ligero crecimiento en las décadas posteriores, lo cual fue facilitado por la ubicación de la villa en plena carretera nacional N-630, una de las pocas carreteras que existían en la provincia de Cáceres en el siglo XIX. Este aumento poblacional llevó a que entre 1928 y 1929, durante la dictadura de Primo de Rivera, se llevase a cabo un procedimiento para que Grimaldo recuperase su ayuntamiento.
A mediados del siglo XX, el municipio de Grimaldo tenía una población de unos doscientos habitantes. Sin embargo, en la década de 1960 se vio afectado por el éxodo rural que afectó a gran parte de España, y la falta de recursos económicos llevó a solicitar que se incorporara su término al vecino municipio de Cañaveral, lo cual fue autorizado el 29 de febrero de 1968 por el ministro de la Gobernación Camilo Alonso Vega.

## Demografía
| Gráfica de evolución demográfica de Grimaldo entre 1930 y 1960 |
| |
| Población de derecho según los censos de población del INE Población de hecho según los censos de población del INEEntre el censo de 1842 y el anterior, este municipio desaparece porque se integra en el municipio Holguera en 1839. Entre el censo de 1930 y el anterior, aparece este municipio porque se segrega del municipio Holguera. Entre el censo de 1970 y el anterior, este municipio desaparece porque se integra en el municipio Holguera. |

## Patrimonio

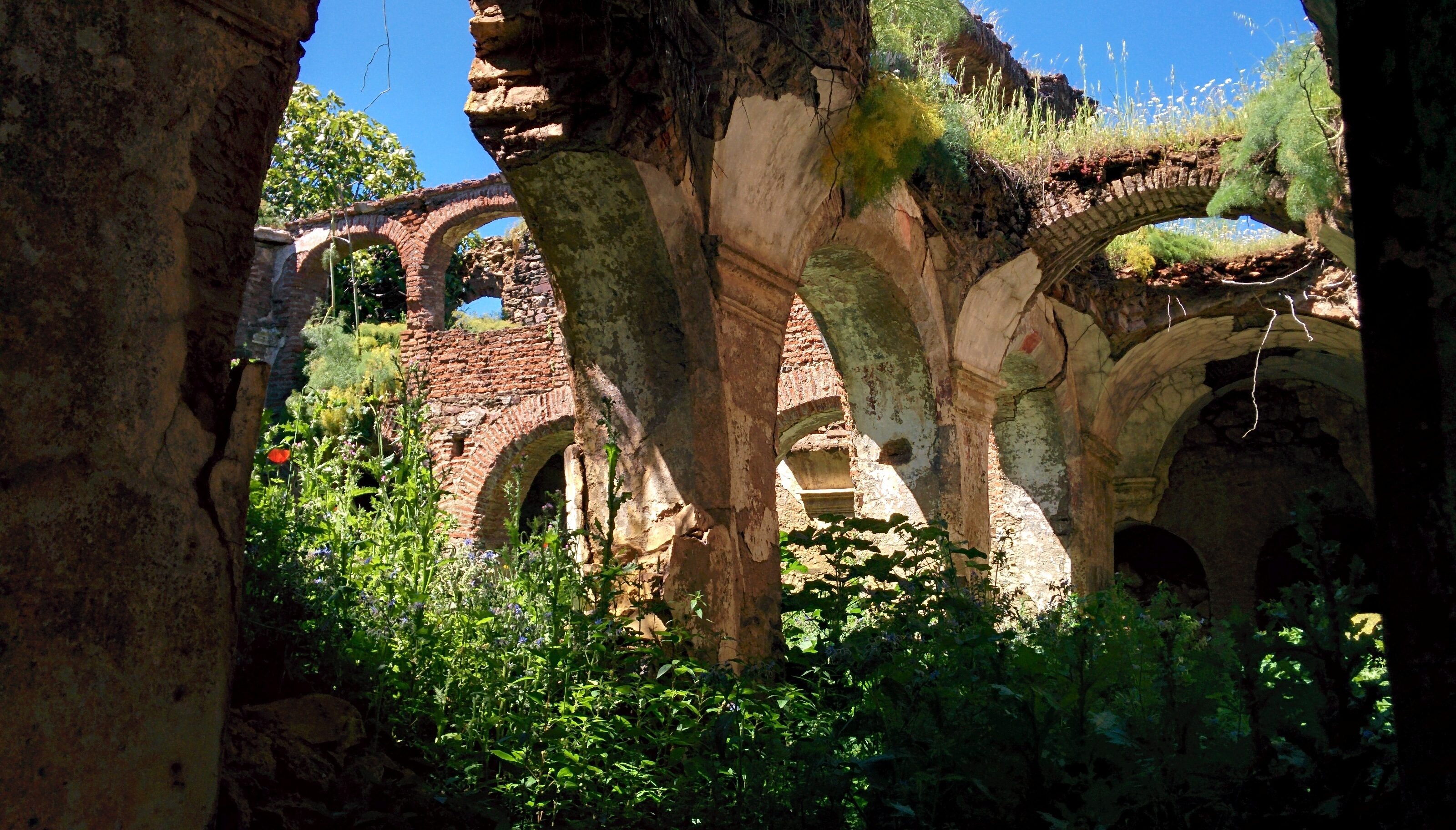
Interior de las ruinas del convento de la Moheda

En el casco urbano de la villa, y ubicado junto a la carretera nacional N-630, destaca el castillo de Grimaldo, que tiene su origen en el siglo XIII y conserva en muy buen estado la torre del homenaje. Junto al castillo se ubica la parroquia de la villa, la iglesia de la Inmaculada Concepción, un templo gótico del siglo XV que pertenece a la diócesis de Plasencia.
Unos 3 km al este de la villa, en el área que antiguamente formaba parte del término municipal de Grimaldo, se ubican las ruinas del convento de la Moheda, un antiguo convento franciscano que estuvo habitado entre los siglos XV y XIX.

## Fiestas locales
Las principales fiestas locales de esta villa son las de San José y la romería de la Inmaculada.